# Ludwig Kayser
Ludwig Kayser (ur. 17 września 1899 w Münster, zm. 25 listopada 1984 tamże) – niemiecki prawnik, ostatni przed wojną demokratycznie wybrany burmistrz Braniewa (1929–1935).

## Życiorys
Ludwig Kayser urodził się w Münster w 1899 roku. W 1917, gdy zdał maturę, został zmobilizowany i wysłany na front zachodni. W 1919 został zdemobilizowany i jeszcze tym samym roku rozpoczął studia prawnicze.
Po zdaniu dwóch państwowych egzaminów prawniczych rozpoczął karierę samorządową, zostając asesorem miejskim w Trewirze. W 1929 został wybrany przez radę miejską (Stadtparlament) w Braniewie burmistrzem miasta. Pod jego rządami miasto przeżywało okres uporządkowania, ładu i rozwoju. Mimo kryzysu gospodarczego początku lat 30. wybudowano i wyremontowano wiele obiektów w mieście (m.in. 1931–1934 remont i budowa nowego skrzydła gimnazjum, 1931 – wieża wodna, 1932 – nowy gmach seminarium, 1933 – Kriegerdenkmal, 1934 – nowa sieć wodociągów). Ulice były zadbane, fasady domów otynkowane i regularnie odmalowywane. Miasto się rozrastało, wzrastała liczba ludności. Burmistrz Kayser prezentował przy tym nieugiętą i krytyczną postawę wobec narodowych socjalistów. Z jego osobistego polecenia 6 marca 1933 usunięto flagę ze swastyką z ratusza miejskiego, którą w nocy zawiesiła na nim grupa umundurowanych bojówkarzy. Ponieważ był świetnym organizatorem, zachował swoje stanowisko, gdyż był potrzebny do organizacji obchodów 650-lecia miasta. Dopiero 30 kwietnia 1935 został usunięty ze stanowiska (sam dowiedział się z prasy 13 maja) i zastąpiony przez burmistrza z nadania NSDAP (Hansa-Georga Petrusch).
Po odwołaniu go ze stanowiska burmistrza wyjechał do Berlina, gdzie dopiero po dwóch latach bezrobocia znalazł nowe zajęcie. Po wojnie Ludwig Kayser został dyrektorem naczelnym administracji miejskiej (Oberstadtdirektor) w Bocholt, którą to funkcję pełnił do przejścia na emeryturę w 1964 roku. Resztę życia spędził w rodzinnym mieście Münster.
Ludwig Kayser angażował się bardzo w utworzenie i rozwój partnerstwa miast Braniewa i Münster. Nadto zajmował się historią miasta Braniewa, Warmii i Prus Wschodnich. Zgromadził wiele pamiątek z Braniewa, które po jego śmierci przejęło muzeum miejskie (Stadtmuseum) w Münster, gdzie są eksponowane.
Za zasługi miasto Bocholt 2 czerwca 1972 przyznało mu tytuł honorowego obywatela miasta.

### Życie prywatne
W 1927 wstąpił w związek małżeński. Małżeństwo było bezdzietne.